# Dreamspace
Dreamspace is het derde album van Stratovarius, uitgebracht in 1994 door Noise Records. Dit is het laatste album met Timo Tolkki als zanger. Daarnaast was het ook het eerste met Jari Kainulainen als bassist. Het is een van de donkerste albums van Stratovarius, waarbij de meeste teksten gaan over de problemen in het leven.

## Nummers
1. Chasing Shadows – 4:36
2. 4th Reich – 5:52
3. Eyes of the World – 6:00
4. Hold on to Your Dream – 3:38
5. Magic Carpet Ride – 5:00
6. We Are the Future – 4:36
7. Tears of Ice – 5:41
8. Dreamspace – 6:00
9. Reign of Terror – 3:33
10. This Ice – 4:31
11. Atlantis – 1:09
12. Abyss – 5:06
13. Shattered – 3:30
14. Wings of Tomorrow – 5:15

## Bezetting
- Timo Tolkki - zanger, gitarist
- Jari Kainulainen - bassist (staat enkel in de credits, heeft niet gespeeld op het album)
- Antti Ikonen - keyboardspeler
- Tuomo Lassila - drummer
- Sami Kuoppamäki - sessiedrummer op de nummers 3, 4, 6, 7 en 13